# Vstupní ústrojí

Schémata vstupního ústrojí

Variabilní vstupní ústrojí Concordu pohybující se v závislosti na letových podmínkách

Vstupní ústrojí proudového motoru slouží k přivádění vzduchu z vnějšku letadla ke kompresoru proudového motoru či náporového motoru.

Z hlediska práce motoru je nejvýhodnější umístit vstupní ústrojí v přední části letadla (např. MiG-15) nebo motorové gondoly (např. Airbus A319), kde vzduch není ovlivněn. U moderních vojenských letadel je zde však umístěn radiolokátor a vstupy bývají umístěny po stranách trupu (např.  Su-25, F-15), v kořenech křídel (L-29), nebo pod trupem (F-16, Su-27). Někdy může být vstupní ústrojí i nad trupem, jako například u letounu F-107.
Konstrukce vstupního ústrojí se liší podle rychlosti letu, pro něž je určeno. Podzvukové vstupní ústrojí bývá neregulovatelné, s oblou náběžnou hranou. Naopak vstupní ústrojí motorů nadzvukových letounů má ostré hrany, na kterých vznikají rázové vlny, na nichž se vzduch zpomaluje a usměrňuje (i když se to může zdát paradoxní, při nadzvukovém letu se vzduch vstupující do motoru zpomalit na podzvukovou rychlost hoření směsi palivo-vzduch aby nedošlo ke „sfouknutí“ plamene ve spalovací komoře, a opět se urychluje až ve výstupní trysce). Nadzvukové vstupní ústrojí je většinou regulovatelné tak, aby se docílilo potřebného průběhu rázových vln. Příkladem může být posuvný kužel vstupního ústrojí MiGu-21, který se v závislosti na rychlosti automaticky vysouvá tak, aby první šikmá rázová vlna vedla ze špičky kužele na kruhovou náběžnou hranu sacího otvoru. 
Vstupní ústrojí musí dodávat kompresoru nerozvířený, usměrněný proud vzduchu. Proto bývá opatřeno tzv. odřezávači mezní vrstvy, které oddělí vzduch ovlivněný prouděním okolo draku letadla. Dále bývají vstupní ústrojí opatřena protipumpážními prvky (připouštěcí/odpouštěcí dvířka), protinámrazovými opatřeními (snímač námrazy a vyhřívané náběžné hrany), která zabraňují vzniku námrazy na vstupech, nasátí kusů ledu a následnému poškození lopatek kompresoru. 
Dále je třeba zamezit nasátí nečistot. Toho lze dosáhnout vhodným umístěním vstupů (např. u L-39 jsou vstupy umístěny ve velké výšce a navíc proti nečistotám odletujícím od podvozku cloněny křídlem). U letounu MiG-29, který má vstupy velmi nízko nad zemí je tento problém řešen tak, že se při malé rychlosti a vysunutém podvozku sklápí ve vstupech rampa, která zamezí průtoku vzduchu a naopak na horní straně vírového přechodu se otevírají klapky, kterými je nasáván vzduch do motoru. U letounu Su-27, který má vstupní ústrojí umístěno stejně, se ve vstupech sklápí síto, které vzduch filtruje.

## Galerie

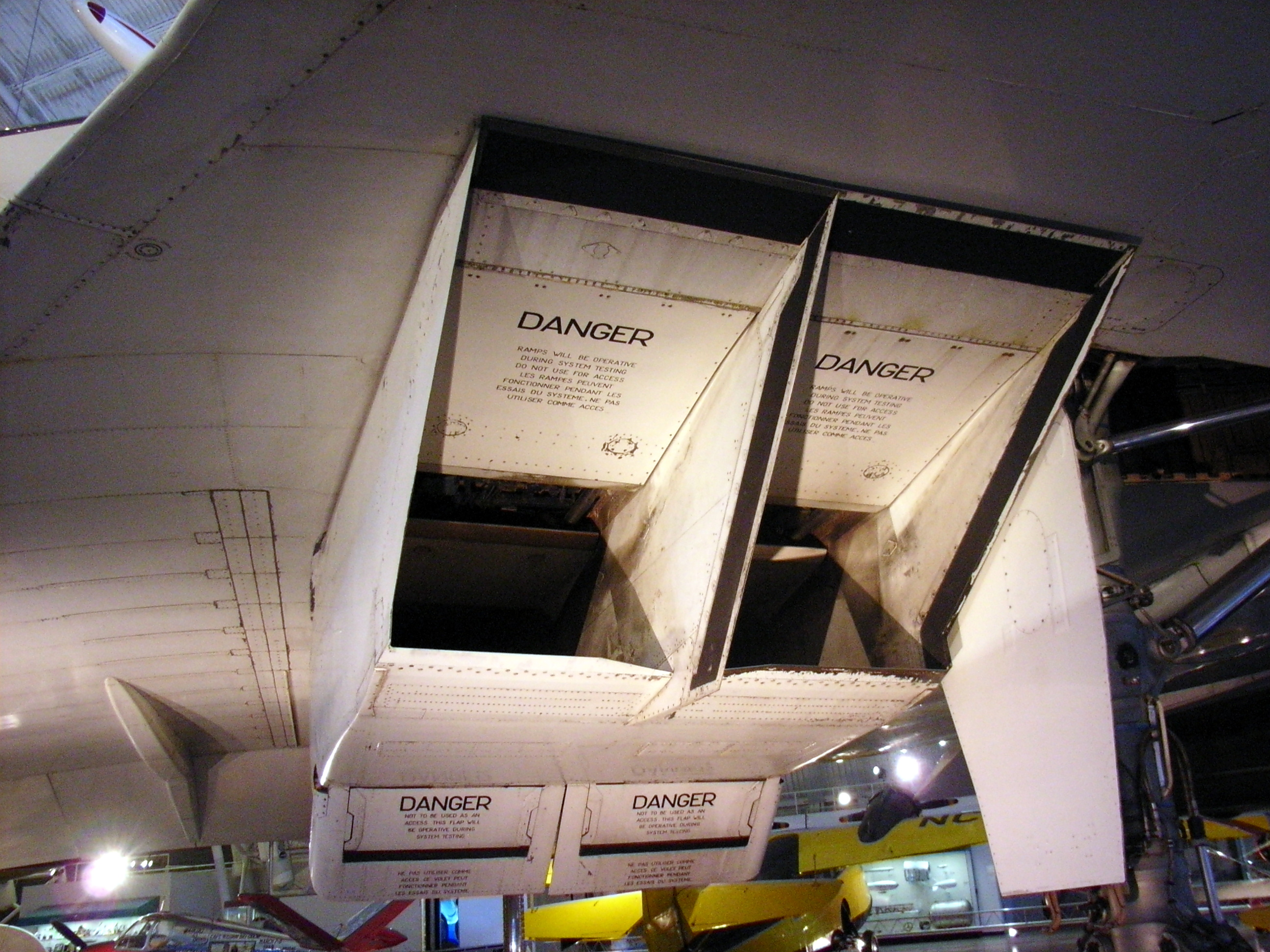
Vstupní ústrojí Concordu jsou viditelné a jako takové jsou jasně označeny.
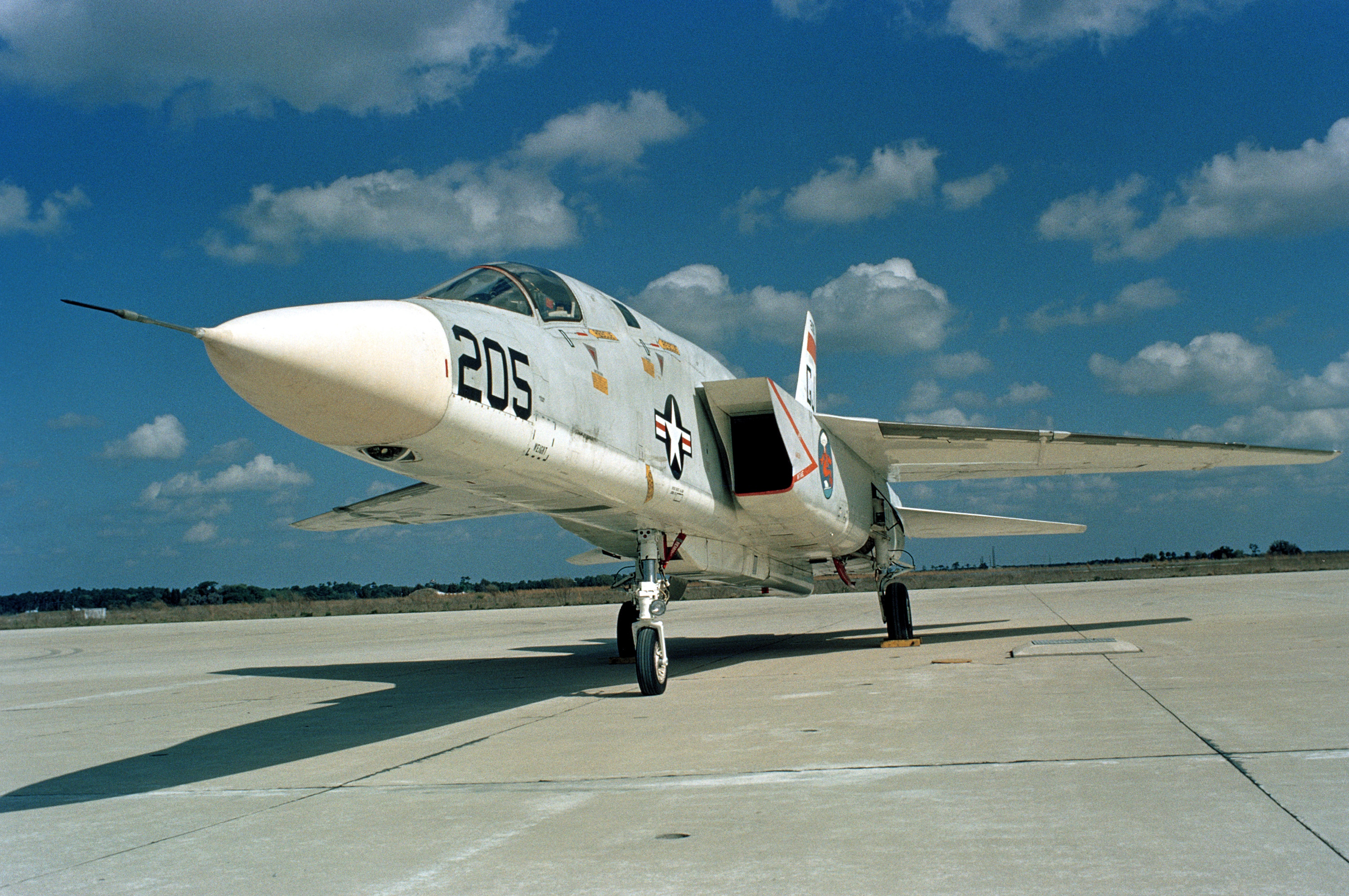
A-5 Vigilante se vstupním ústrojím
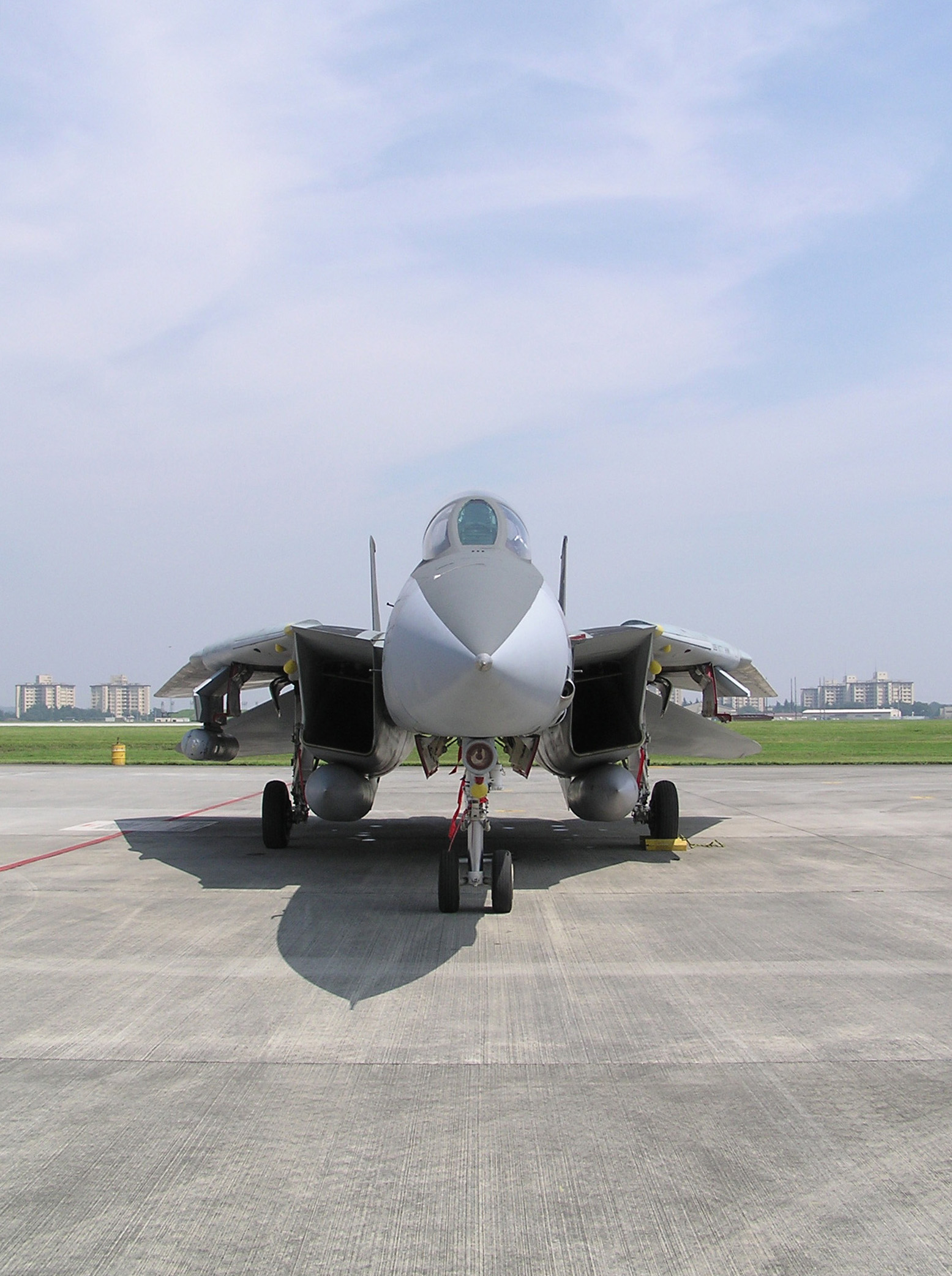
F-14 s vnitřními rampami tvořícími horní povrch vstupního ústrojí
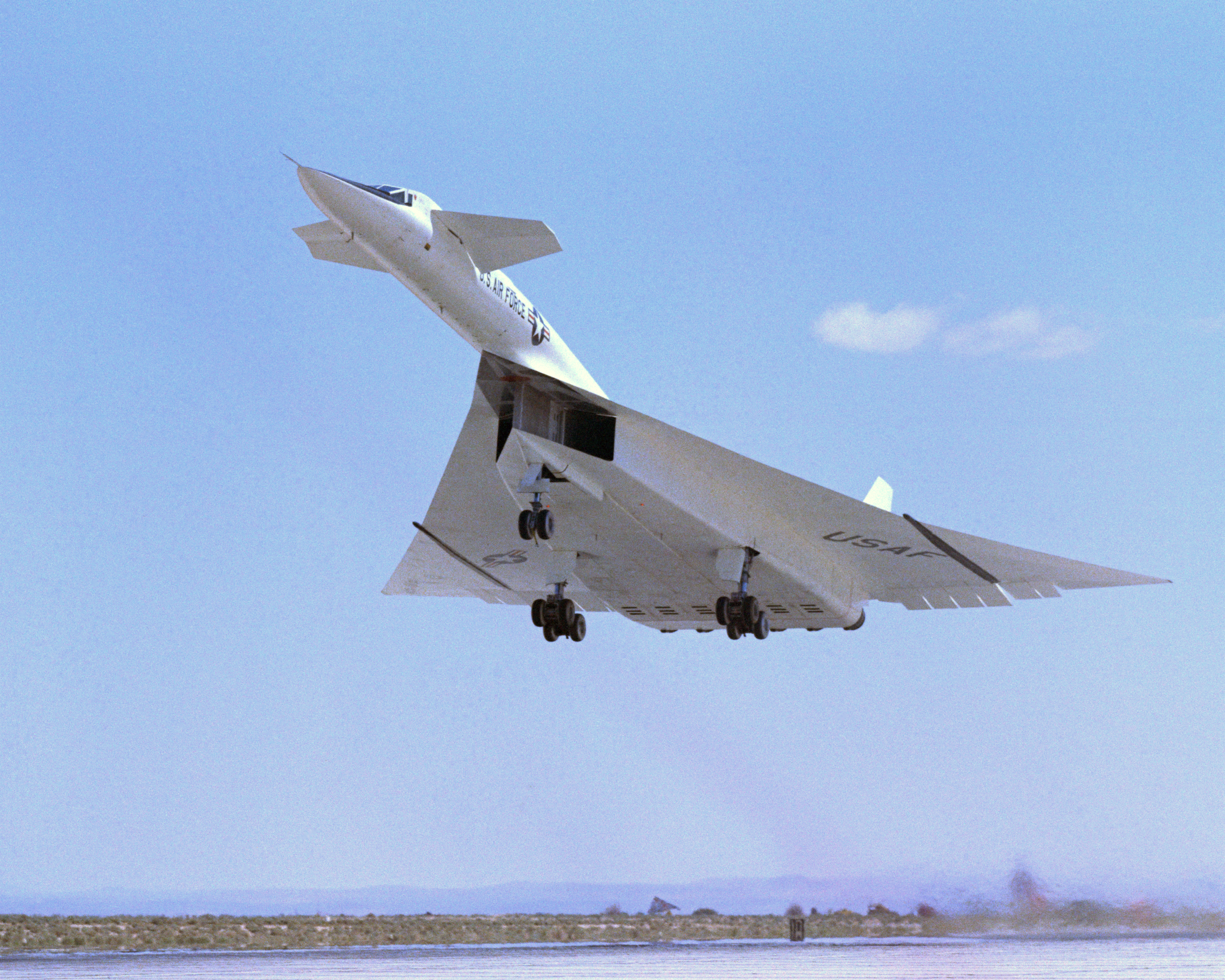
Vertikální rampy na vnitřním povrchu sacího potrubí XB-70
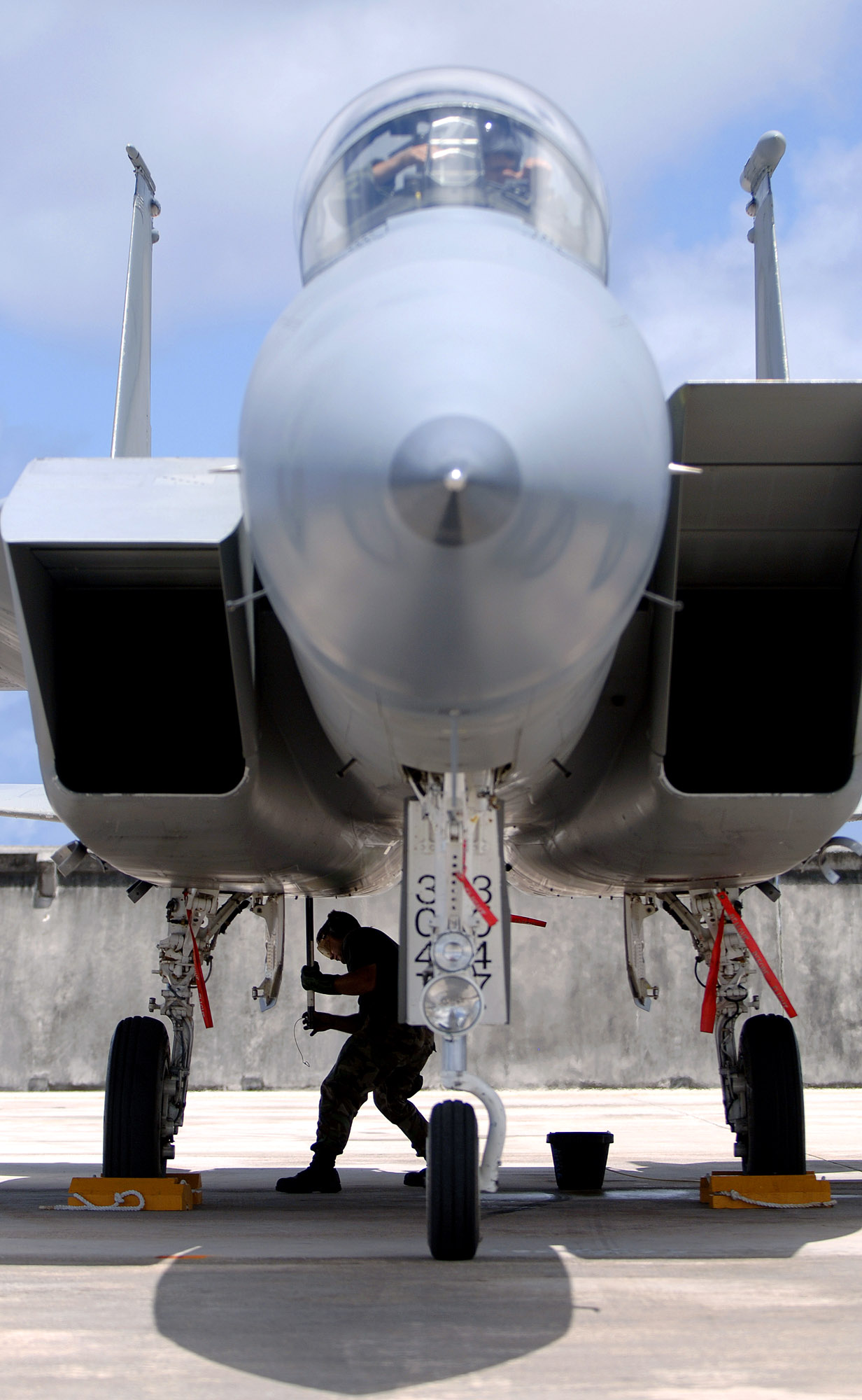
Vstupní ústrojí F-15
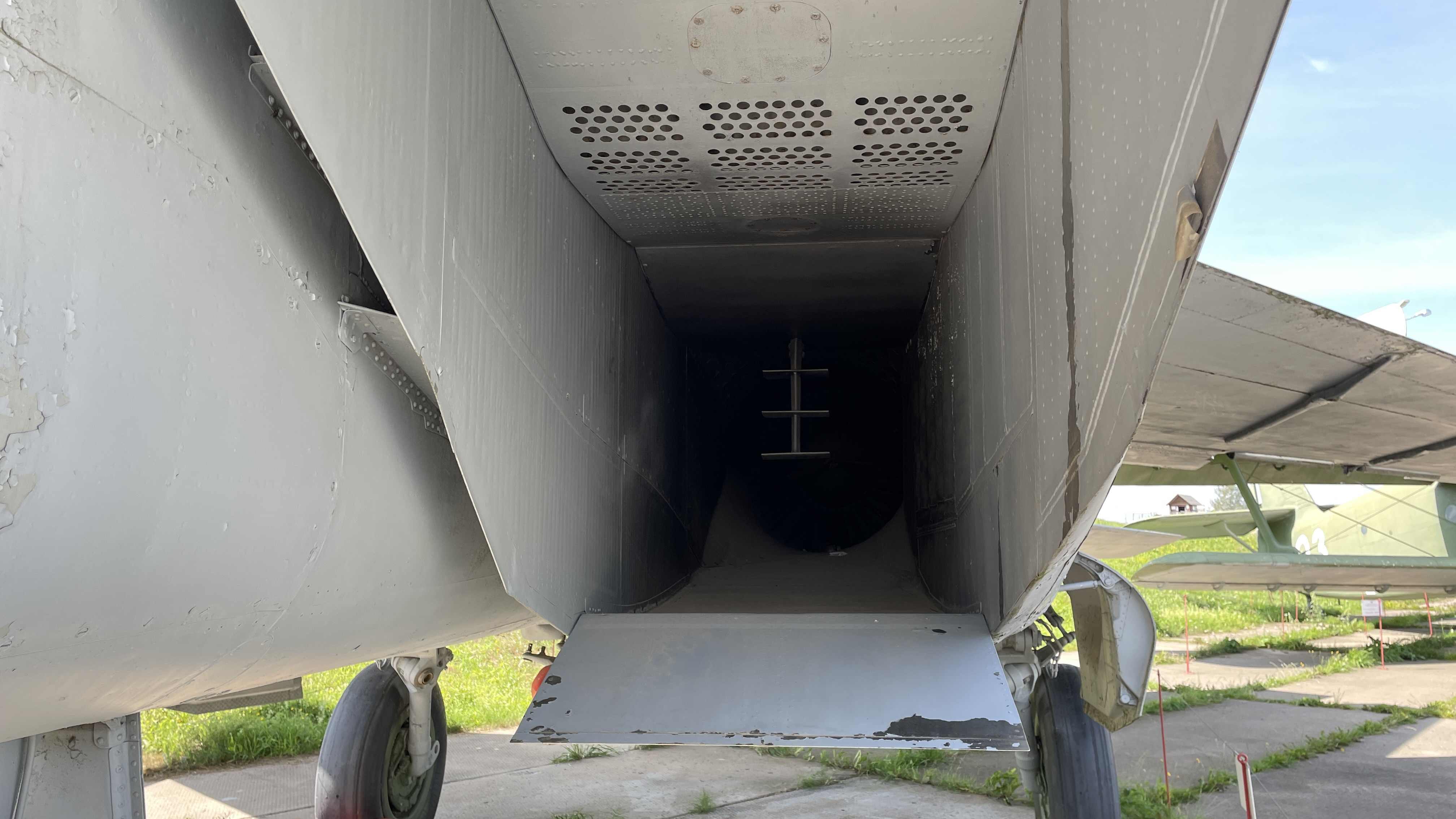
Vstupní ústrojí MiGu-25